# Liste von Bergbahnen in der Schweiz
Die Schweiz ist ein Land der Bergbahnen, darunter moderne Neubauten und historisch wertvolle Kulturgüter. Diese Liste gibt einen Überblick über Bergbahnen in der Schweiz.

## Luftseilbahnen
Die 1908 eröffnete Wetterhornbahn stellte im Ersten Weltkrieg den Betrieb wieder ein. Neue Sicherheitsbestimmungen erschwerten den Bau weiterer Luftseilbahnen. Bis 1935 wurden nur die Luftseilbahnen zum Trübsee und auf den Säntis eröffnet. 1945 ging in Flims die weltweit erste kuppelbare Sesselbahn in Betrieb. Nach dem Zweiten Weltkrieg begann die boomartige Erschliessung der Alpen mit Luftseilbahnen. Die Urdenbahn ist die schnellste Pendelbahn der Schweiz. Die Stanserhorn-Bahn ist die erste Cabrio-Bahn. Die Doppelstockbahn Samnaun ist die erste doppelstöckige Luftseilbahn. In der Schweiz verkehren mehr als 500 Pendel-, Gondel- und Sesselbahnen.

## Standseilbahnen
Die erste touristische Standseilbahn war die 1879 eröffnete Giessbachbahn zum gleichnamigen Hotel am Brienzersee. Die erste Schweizer Standseilbahn mit Elektroantrieb war die 1888 dem Betrieb übergebende Bürgenstockbahn. Weltweit steilste Standseilbahn ist die 2017 erbaute 
Stoosbahn mit 110 % Steigung. Die Gelmerbahn wird vom Betreiber als steilste offene Standseilbahn Europas bezeichnet. In der Schweiz sind über 50 Standseilbahnen in Betrieb.

## Zahnradbahnen
Bei den meisten dieser Bahnen handelt es sich um reine Zahnradbahnen, bei denen der Zahnradantrieb ständig im Eingriff ist. Von den 30 weltweit verbliebenen reinen Zahnradbahnen befinden sich 17 in der Schweiz. Nur einige wenige Bergbahnen sind Bahnen mit gemischtem Adhäsions- und Zahnradantrieb. Die älteste Zahnradbahn Europas ist die 1871 Vitznau-Rigi-Bahn. Sämtliche als Zahnradbahnen betriebenen Schweizer Bergbahnen wurden vor dem Ersten Weltkrieg in Betrieb genommen – einige waren jedoch als Standseilbahn erbaut worden und wurden erst später zu einer Zahnradbahn umgebaut.
Der Liste führt alle bestehenden und ehemaligen mit Zahnrad betrieben Bergbahnen der Schweiz auf: 

| Gross- region      | Artikel (Abkürzung)                               | Strecke, Orte                                            | Reine Zahnradbahn | Zahnstangensystem          | Eröffnung | Einstellung | Betrieb durch                              |
| ------------------ | ------------------------------------------------- | -------------------------------------------------------- | ----------------- | -------------------------- | --------- | ----------- | ------------------------------------------ |
| Westschweiz        | Gornergratbahn (GGB)                              | Zermatt–Gornergrat                                       | X                 | Abt                        | 1898      |             | Gornergratbahn (GGB)                       |
| Westschweiz        | Zahnradbahn Lausanne–Ouchy (LO)                   | Lausanne Flon–Ouchy                                      | X                 | Strub, Von Roll            | 1958      | 2006        | Lausanne–Ouchy (LO)                        |
| Westschweiz        | Strassenbahn Neuenburg (TN)                       | Neuchâtel Gare–Neuchâtel Evole                           | –                 | Riggenbach                 | 1892      | 1898        | Régional Neuchâtel–Cortaillod–Boudry (NCB) |
| Westschweiz        | Trait–Planches (TP)                               | Trait–Planches                                           | X                 | Riggenbach                 | 1898      | 1912        | Trait–Planches (TP)                        |
| Westschweiz        | Chemins de fer électriques Veveysans (CEV)        | (Vevey–) Blonay–Les Pléiades                             | –                 | Strub                      | 1911      |             | Transports Montreux–Vevey–Riviera (MVR)    |
| Westschweiz        | Zahnradbahn Montreux–Glion–Rochers-de-Naye (MTGN) | Montreux–Glion–Rochers de Naye                           | X                 | Abt                        | 1892–1909 |             | Transports Montreux–Vevey–Riviera (MVR)    |
| Westschweiz        | Aigle-Leysin-Bahn (AL)                            | Aigle–Leysin-Grand-Hôtel                                 | –                 | Abt                        | 1900      |             | Transports Publics du Chablais (TPC)       |
| Westschweiz        | Bex-Villars-Bretaye-Bahn (BVB)                    | Bex–Villars-sur-Ollon–Bretaye                            | –                 | Abt                        | 1898–1913 |             | Transports Publics du Chablais (TPC)       |
| Berner Oberland    | Schynige-Platte-Bahn (SPB)                        | Wilderswil–Schynige Platte                               | X                 | Riggenbach-Pauli, Strub    | 1893      |             | Berner-Oberland-Bahnen (BOB)               |
| Berner Oberland    | Brienz-Rothorn-Bahn (BRB)                         | Brienz–Rothorn Kulm                                      | X                 | Abt                        | 1892      |             | Brienz-Rothorn-Bahn (BRB)                  |
| Berner Oberland    | Jungfraubahn (JB)                                 | Kleine Scheidegg–Jungfraujoch                            | X                 | Strub, Von Roll            | 1898–1912 |             | Jungfraubahn (JB)                          |
| Berner Oberland    | Wengernalpbahn (WAB)                              | Grindelwald–Kleine Scheidegg–                            | X                 | Riggenbach-Pauli, Von Roll | 1893–1910 |             | Wengernalpbahn (WAB)                       |
| Berner Oberland    | Wengernalpbahn (WAB)                              | Lauterbrunnen–Witimatte–Wengwald–Wengen–Kleine Scheidegg | X                 | Riggenbach-Pauli, Von Roll | 1893–1910 |             | Wengernalpbahn (WAB)                       |
| Berner Oberland    | Wengernalpbahn (WAB)                              | Witimatte–Wengen (alte Strecke)                          | X                 | Riggenbach-Pauli           | 1893      | 2009        | Wengernalpbahn (WAB)                       |
| Zentralschweiz     | Brunnen-Morschach-Bahn (BrMB)                     | Brunnen–Morschach-Axenstein                              | X                 | Strub                      | 1905      | 1969        | Brunnen-Morschach-Bahn (BrMB)              |
| Zentralschweiz     | Pilatusbahn (PB)                                  | Alpnachstad–Pilatus                                      | X                 | Locher                     | 1889      |             | Pilatusbahn (PB)                           |
| Zentralschweiz     | Arth-Rigi-Bahn (ARB)                              | Arth-Goldau–Rigi Staffel–Rigi Kulm                       | X                 | Riggenbach                 | 1873–1875 | [ 8 ]       | Rigi-Bahnen (RB)                           |
| Zentralschweiz     | Vitznau-Rigi-Bahn (VRB)                           | Vitznau–Rigi Staffel–Rigi Kulm                           | X                 | Riggenbach                 | 1871–1873 |             | Rigi-Bahnen (RB)                           |
| Tessin             | Monte-Generoso-Bahn (MG)                          | Capolago–Monte Generoso                                  | X                 | Abt                        | 1890      |             | Monte-Generoso-Bahn (MG)                   |
| Ostschweiz/ Zürich | Rorschach-Heiden-Bergbahn (RHB)                   | Rorschach–Heiden                                         | –                 | Riggenbach                 | 1875      |             | Appenzeller Bahnen (AB)                    |
| Ostschweiz/ Zürich | Bergbahn Rheineck–Walzenhausen (RhW)              | Rheineck–Walzenhausen                                    | –                 | Riggenbach                 | 1909–1958 |             | Appenzeller Bahnen (AB)                    |
| Ostschweiz/ Zürich | Dolderbahn (Db)                                   | Zürich, Römerhof–Grand Hotel Dolder                      | X                 | Von Roll                   | 1973      |             | Dolderbahn (Db)                            |
| Ostschweiz/ Zürich | Mühleggbahn (MSG)                                 | St. Gallen–Mühlegg                                       | X                 | Riggenbach                 | 1950      | 1975        | Mühleggbahn (MSG)                          |

## Adhäsionsbahnen
Vor dem Aufkommen der Luftseilbahnen wurden auch einzelne Adhäsionsbahnen als Bergbahn klassifiziert:
| Gross- region      | Artikel (Abkürzung)                 | Strecke, Orte                     | Spurweite | Eröffnung | Einstellung | Betrieb durch                       |
| ------------------ | ----------------------------------- | --------------------------------- | --------- | --------- | ----------- | ----------------------------------- |
| Berner Oberland    | Bergbahn Lauterbrunnen–Mürren (BLM) | Grütschalp–Mürren (2. Sektion)    | 1000 mm   | 1891      |             | Bergbahn Lauterbrunnen–Mürren (BLM) |
| Zentralschweiz     | Rigi-Scheidegg-Bahn (RSB)           | Rigi Kaltbad–Rigi Scheidegg       | 1000 mm   | 1874      | 1931        | Rigi-Kaltbad-Scheidegg-Bahn (RSB)   |
| Ostschweiz/ Zürich | Uetlibergbahn (UeB)                 | Zürich HB–Zürich Selnau–Uetliberg | 1435 mm   | 1875–1990 |             | Sihltal-Zürich-Uetliberg-Bahn (SZU) |

## Unternehmungen
Die zehn grössten Bergbahnunternehmungen der Schweiz gemessen am Umsatz (Geschäftsjahr 2007/08) sind:
| Bahn                                | Umsatz in Mio. CHF |
| ----------------------------------- | ------------------ |
| Jungfraubahn                        | 132.3              |
| BVZ Holding                         | 122.0              |
| Weisse Arena                        | 82.1               |
| Davos Klosters Bergbahnen           | 68.1               |
| Zermatt Bergbahnen                  | 67.0               |
| Téléverbier                         | 51.7               |
| Bergbahnen Engelberg-Trübsee-Titlis | 45.6               |
| Lenzerheide Bergbahnen              | 36.2               |
| Arosa Bergbahnen                    | 28.4               |
| Bergbahnen Samnaun                  | 25.3               |

Quelle: Swiss Equity Magazin